# Quận của tỉnh Ardennes
4 quận của tỉnh Ardennes gồm:
1. Quận Charleville-Mézières, (tỉnh lỵ của tỉnh Ardennes: Charleville-Mézières) với 17 tổng và 160 xã. Dân số của quận này là 175.374 người năm 1990, 171.608 người năm 1999, tăng trưởng dân số là 2.15%.
2. Quận Rethel, (quận lỵ: Rethel) với 6 tổng và 101 xã. Dân số của quận này là 34.213 người năm 1990, và 33.951 người năm 1999, tăng trưởng dân số là 0.77%.
3. Quận Sedan, (quận lỵ: Sedan) với 6 tổng và 79 xã. Dân số của quận này là 63.614 người năm 1990, và 62.096 người năm 1999, tăng trưởng dân số là 2.39%.
4. Quận Vouziers, (quận lỵ: Vouziers) với 8 tổng và 123 xã. Dân số của quận này là 23.156 người năm 1990, và 22.475 người năm 1999, tăng trưởng dân số là 2.94%.